# 盐仓街道
盐仓街道是中华人民共和国浙江省舟山市定海区下辖的一个街道办事处。位于浙江省舟山岛西南部，境内的鸭蛋山码头有轮渡一天数十班往返宁波的白峰码头，是舟山市的对外交通的枢纽。

## 行政区划
盐仓街道下辖以下村级行政区划单位：
塔山社区、叉河村、虹桥村、兴舟村、昌洲村和新螺头村。